# Морейра, Давид
Давид Вашингтон дус Сантус Морейра (порт. David Washington dos Santos Moreira, род.6 августа 1997) — бразильский борец вольного стиля, призёр панамериканских чемпионатов.

## Биография
Родился в 1997 году в Манаусе. В 2016 году занял 4-е место на чемпионате Южной Америки. В 2017 году стал серебряным призёром панамериканского чемпионата.